# Upplands runinskrifter 930
Upplands runinskrifter 930, med signum U 930, är ett nu försvunnet vikingatida runstensfragment i Uppsala domkyrka, Uppsala och Uppsala kommun.
Johannes Bureus avbildar fragmentet på ett kopparstick. Det är den enda källa som nämner detta runstensfragment och dess exakta läge i domkyrkan är inte känt.

## Inskriften
Translitterering av runraden:
[... · uks...]
Normalisering till runsvenska:
... ...
Översättning till nusvenska:
...